# George Sessous
George Sessous (* 25. Juli 1876 in Berlin; † 25. Mai 1962 in Gießen) war ein deutscher Pflanzenbauwissenschaftler.

## Lebensweg
Sessous, Sohn einer im 17. Jahrhundert nach Deutschland eingewanderten Hugenottenfamilie, studierte Landwirtschaft in Berlin, Bonn und Jena. 1900 wurde er Mitglied des Corps Agronomia Jena. 1903 wurde er an der Universität Jena mit einer Dissertation über die bei der Düngung mit Ammoniaksalzen entstehenden Stickstoffverluste zum Dr. phil. promoviert. Anschließend arbeitete er als Assistent an der botanischen Abteilung der Landwirtschaftlichen Versuchsstation Jena. Von 1906 bis 1911 war er Saatzuchtleiter bei der Firma Heinrich Mette in Quedlinburg.
1912 erhielt Sessous eine Anstellung im Reichskolonialamt und ging als landwirtschaftlicher Sachverständiger in das deutsche Schutzgebiet Samoa. Bei der Besetzung Samoas durch die Neuseeländer im Jahre 1914 geriet er in zivile Kriegsgefangenschaft. 1919 wurde er als Nachfolger von Theodor Roemer Saatzuchtdirektor bei der weltbekannten Saatzuchtfirma F. Strube in Schlanstedt (Provinz Sachsen). 1926 folgte er einem Ruf an die Universität Gießen. Er übernahm den Lehrstuhl für Acker- und Pflanzenbau, den er bis 1946 innehatte. Von 1926 bis 1938 war er zugleich geschäftsführender Direktor aller landwirtschaftlichen Einzelinstitute, die nach dem Ende des Ersten Weltkrieges aus dem vormaligen Landwirtschaftlichen Institut der Universität Gießen entstanden waren.

## Forschungsschwerpunkte
Sessous gehörte zu den klassischen Vertretern des Pflanzenbaus, die stets auch die Pflanzenzüchtung als Teilgebiet ihres Faches betrachteten. Bevorzugte Forschungsobjekte waren für ihn zeitlebens die Zuckerrübe bzw. die Futterrübe und die Sojabohne. Hohe Anerkennung in der Fachwelt fand er vor allem mit seinen grundlegenden Feldversuchen, die Möglichkeiten des Anbaus der Sojabohne in mitteleuropäischen Klimaregionen zu testen. Für viele Jahre galt Sessous als der führende deutsche Sojabohnenzüchter. Seit 1935 war er Obmann der „Reichsarbeitsgemeinschaft Pflanzenbau“. 1940 leitete er die 1. Pflanzenbauliche Reichstagung in Breslau.

## Ehrungen und Auszeichnungen
In Anerkennung seiner Verdienste um den Ausbau der Landwirtschaftlichen Institute sowie um das Weiterbestehen der Agrarwissenschaften an der Universität Gießen nach dem Zweiten Weltkrieg verlieh ihm der Senat der Justus Liebig-Hochschule Gießen 1951 die Würde eines Ehrensenators. Weitere Ehrungen wurden ihm zuteil durch die Verleihung der Goldenen Plakette des Bundesministers für Ernährung, Landwirtschaft und Forsten, der Silbernen Ehrenplakette des Hessischen Landwirtschaftsministers und der Max-Eyth-Denkmünze in Silber der Deutschen Landwirtschafts-Gesellschaft.

## Schriften (Auswahl)
- Die Pflanzenzüchtung und ihre Bedeutung für die Selbstversorgung des deutschen Volkes. Schriften der hessischen Hochschulen. Universität Gießen Jg. 1935, H. 1. – Zugl. als eigenständige Broschüre Gießen 1936.
- Klima und Boden und ihre Bedeutung für einen planvollen, auf die Nahrungsversorgung gerichteten Landbau. In: Raumforschung und Raumordnung Jg. 1, 1937, S. 313–320.
- Züchterische Arbeiten und Kulturversuche mit der Sojabohne. In: Forschung für Volk und Nahrungsfreiheit = Der Forschungsdienst, Sonderheft 8, 1938, S. 297–300.
- Mehrere Beiträge über Saatgut und Getreidearten. In: Geo A. Schmidt und August Marcus: Handbuch der tropischen und subtropischen Landwirtschaft, 2 Bände, Berlin 1943.